# Dadou (dessinateur)
Pour les articles homonymes, voir Dadou (homonymie).
David Buonomo, dit Dadou, né le 20 mars 1981 à Montpellier, est un dessinateur, scénariste de bande dessinée, caricaturiste et illustrateur français.

## Biographie
Dadou (David Buonomo) est Montpellierain de naissance.
Dès son plus jeune âge, il s'intéresse à la bande dessinée et au cinéma, et pratique le football à haut niveau.
Il est élève au collège et lycée Joffre de Montpellier.
Avec un camarade, Emmanuel Combes, il carricature les élèves, les professeurs, et retranscrit la vie de la classe dans des agendas, qui circulent durant les cours chaque matin, déclenchant l'hilarité des lecteurs (élèves, et professeurs compris).
Féru de cinéma, il utilise de nombreuses références qui font mouche.
Plus tard, il se fait la main dans le fanzine local Coin-coin avant d'animer une chronique hebdomadaire dans l'édition sètoise de Midi libre dès 2006.
En juillet 2010, parait la BD l'avis de Rocco aux éditions Wygo, mais Dadou connaît la consécration auprès du grand public en publiant deux BD intitulées Nicollin, une vie de foot (décembre 2011), et Nicollin, poubelle la vie (décembre 2012) dont le personnage principal n'est autre, évidemment que Louis Nicollin. En novembre 2013, parait un troisième opus, toujours centré sur Louis Nicollin, intitulé Langue de but !!!. Une nouvelle BD intitulée 40 ans de folie parait en novembre 2014,. Le quatrième tome de Nicollin intitulé Nicollin, Loulou Ferrari !!!! est publié en novembre 2016.
Fin 2018, parait le dernier opus de la saga de Louis Nicollin, intitulé Nicollin avec deux ailes. Ce devrait être le dernier album consacré à Loulou, celui-ci étant décédé en juin 2017.
Début 2020, Dadou décide de consacrer un album au Professeur Raoult, sous les traits du héros "Chloro King".
Il lance à cette occasion sa propre maison d'édition, Fixila Productions.
Appréciée autant par les pro que les anti Raoult, Chloro King est un beau succès commercial.
Dadou rencontrera d'ailleurs le Professeur Raoult à l'IHU, pour lui présenter la bd, et l'offrir, avec une dédicace, à tous les employés de l'institut.
Depuis 2012, il intervient en direct sur les épreuves cyclistes diffusées sur Eurosport, et dans l'émission Les rois de la pédale.

## Œuvre

### Bande dessinée
- L'Avis de Rocco, Dadou, Éditions Wygo, bande dessinée publiée en juillet 2010
- Nicollin, une vie de foot, Dadou, Éditions Pat à pan, bande dessinée publiée en décembre 2011
- Nicollin, poubelle la vie, Dadou, Éditions Pat à pan, bande dessinée publiée en décembre 2012
- Nicollin, langue de but!!!, Dadou, Éditions Pat à pan, bande dessinée publiée en novembre 2013
- 40 ans de folie, Dadou, MHSC Éditions, bande dessinée publiée en novembre 2014
- Nicollin, Loulou Ferrari !!!!, MHSC Éditions, Dadou, bande dessinée publiée en novembre 2016
- Nicollin, Avec deux ailes, MHSC Éditions, Dadou, bande dessinée publiée en novembre 2018
- Chloro King, Fixila Productions, Dadou, bande dessinée publiée en décembre 2020[10].
- Les JO Dessinés, Fixila Productions, Dadou, bande dessinée publiée en novembre 2024.

### Dessin de presse ou caricature
- Dans le quotidien Midi libre (contributions régulières)[11].
- Sur le site Foot-land.com
- Dans Jeudi tout (magazine): rubrique l’œil de Dadou.
- Sur la chaine câblée Eurosport, depuis juin 2012[12],[13].
- Dans Sarko Hebdo (journal satirique).

### Dessin publicitaire
- Campagne publicitaire pour la "MUTAC"[14],[15],[16].